# Volvo 480
Volvo 480 – samochód osobowy klasy kompaktowej produkowany przez szwedzką markę Volvo w latach 1986 - 1995.

## Historia i opis modelu

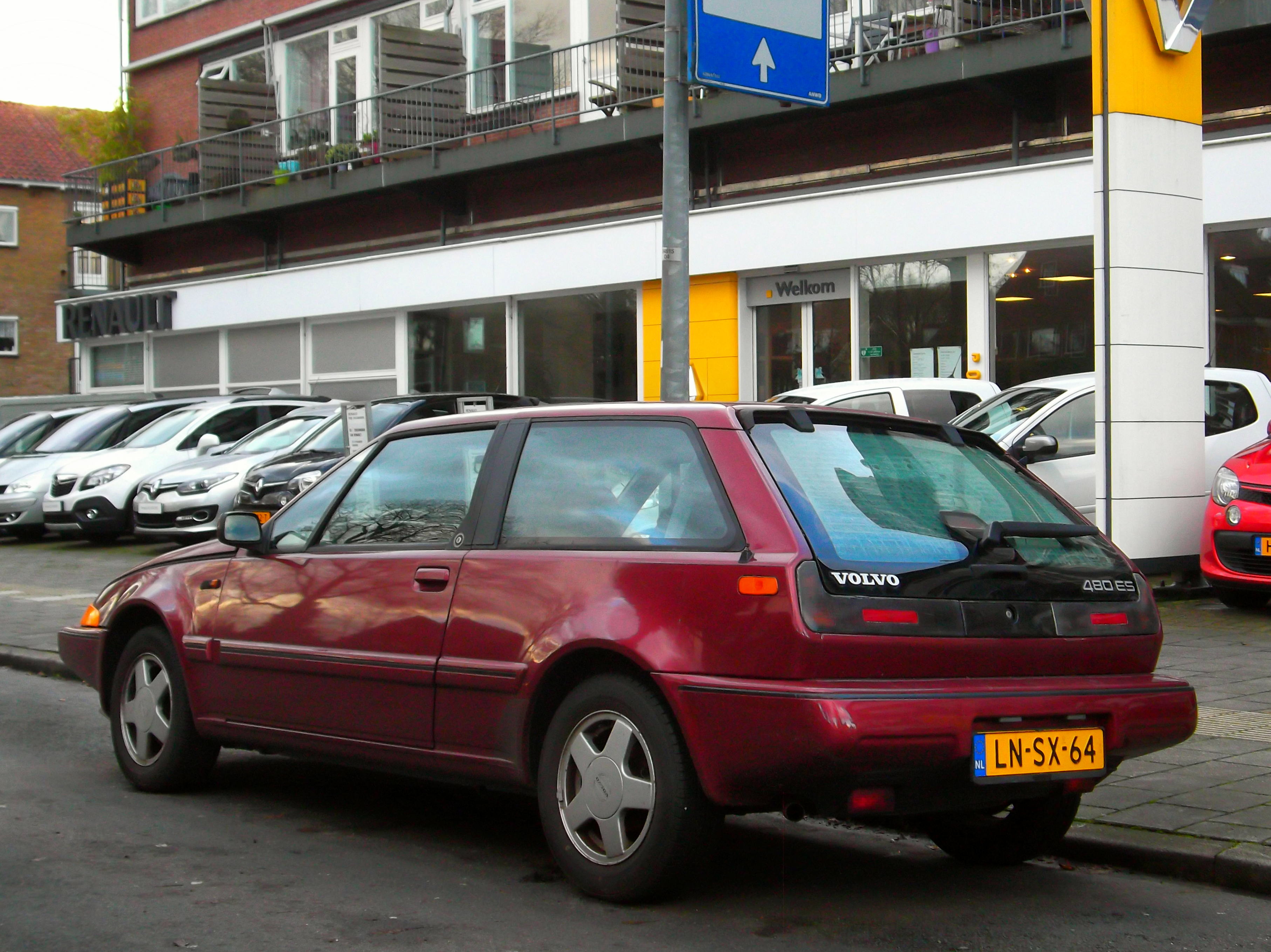
Volvo 480 - tył

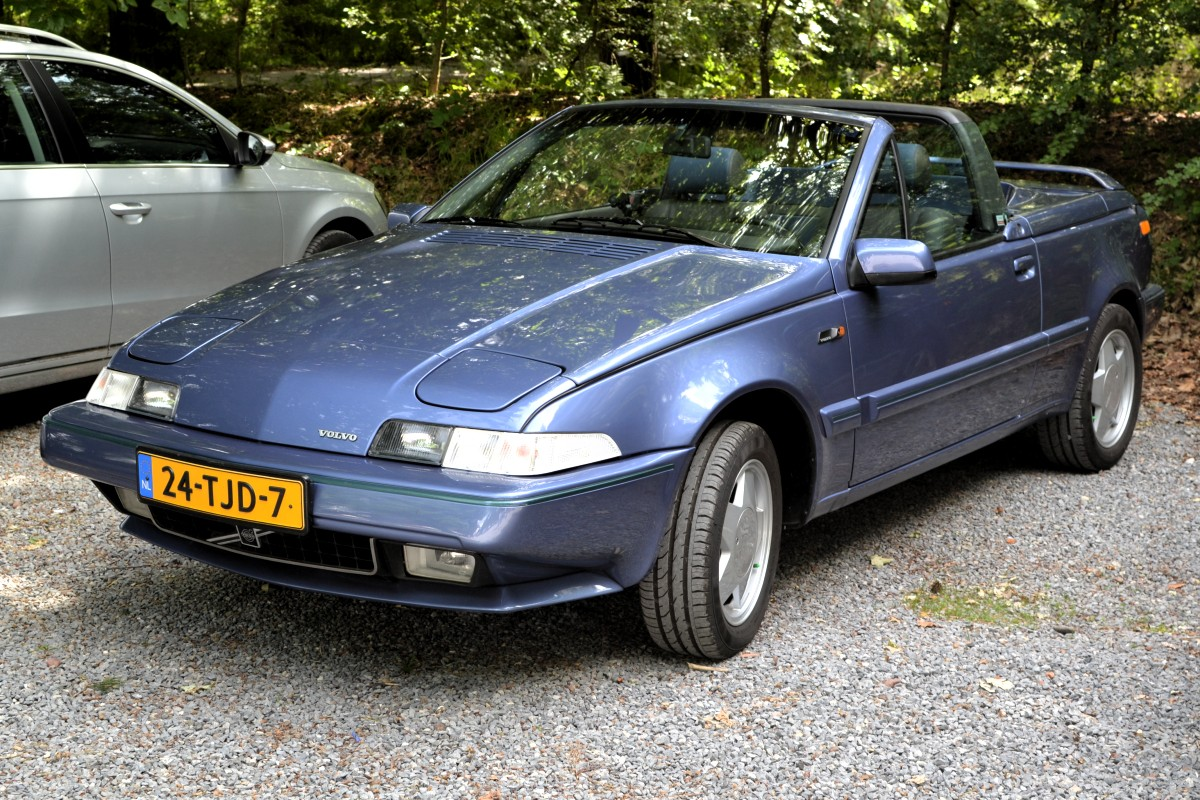
Volvo 480 Cabrio

Pojazd po raz pierwszy został zaprezentowany 15 października 1985 roku. Oficjalna premiera pojazdu miała miejsce podczas targów motoryzacyjnych w Genewie na początku 1986 roku.
Samochód otrzymał nadwozie typu "shooting brake" oferowane wyłącznie jako trzydrzwiowy hatchback. Powstał na bazie skróconej płyty podłogowej modeli 440 i 460. Dział marketingu marki plasował pojazd jako coupé. Był to pierwszy model marki Volvo z napędem na przednią oś. Zawieszenie pojazdu zaprojektowała angielska firma Lotus. Z przodu w pojeździe zamontowano kolumny MacPhersona, a z tyłu belkę zespoloną z drążkami Watta i drążkiem Panharda. 
Jako jedyny model marki Volvo auto miało podnoszone przednie reflektory. Samochód otrzymał dynamiczny charakter dzięki długiemu przodowi oraz wyrazistej linii bocznej. Po raz pierwszy zastosowano "Volvo info-center", czyli mały komputer pokazujący spalanie benzyny, zasięg na zbiorniku paliwa oraz temperaturę oleju. 
W 1988 roku wprowadzono do produkcji silnik benzynowy o pojemności 1.7 l i mocy 120 KM wspomagany turbosprężarką Garett T2, opracowany dzięki współpracy z inżynierami Porsche.
W 1990 roku podczas targów motoryzacyjnych w Genewie zaprezentowano stworzony na bazie pojazdu model cabrio, nad którym pracowano od 1987 roku. Model z tym nadwoziem nie trafił do seryjnej produkcji z powodu bardzo restrykcyjnych wymagań szwedzkiego producenta z zakresu bezpieczeństwa. 
W 1992 roku auto przeszło niewielkie zmiany stylistyczne. W tym samym roku wolnossący silnik o pojemności 1.7 l został zastąpiony jednostką 2.0 110 KM.
Wyprodukowano łącznie 76 375 egzemplarzy)

### Wersje wyposażeniowe
- ES
- S
- Turbo
- GT
- Collection - 480 sztuk
- Celebration - 480 sztuk

Samochód standardowo wyposażony jest m.in. w podświetlenie i podgrzewanie dziurki na kluczyk po podniesieniu zewnętrznej klamki kierowcy, system Follow me home (system świateł odprowadzających do domu) działający po błyśnięciu światłami drogowymi, automatyczne wycieraczki przedniej szyby przełączające się na tryb szybszej pracy wraz z wciskaniem pedału gazu oraz system kontroli przepalonych żarówek; system Volvo info-center informujący o spalaniu pojazdu, ilości paliwa w zbiorniku oraz temperaturze oleju; wspomaganie układu kierowniczego, elektryczne sterowanie szyb, elektryczne sterowanie lusterek, poduszkę powietrzną, system ABS, system kontroli trakcji, centralny zamek, klimatyzację oraz podgrzewane fotele.
Opcjonalnie auto można było wyposażyć m.in. w skórzaną tapicerkę oraz tempomat.

### Silniki
Silniki benzynowe zostały opracowane we współpracy z konstruktorami Renault (silniki wolnossące) oraz podrasowane przez inżynierów Porsche (silnik turbodoładowany). 
| 1.7       | 1721 | R4 | 102/5600 | 142 | 10,5 | 185 |
| 1.7 Turbo | 1721 | R4 | 120/5500 | 175 | 9,3  | 200 |
| 2.0       | 1998 | R4 | 110/5500 | 165 | 9,9  | 195 |